# Jesús Gil Manzano
Jesús Gil Manzano (Don Benito, 4 februari 1984) is een Spaans voetbalscheidsrechter. Hij is in dienst van FIFA en UEFA sinds 2014. Ook leidt hij sinds 2012 wedstrijden in de Primera División.
Op 25 augustus 2012 leidde Gil Manzano zijn eerste wedstrijd in de Spaanse nationale competitie. Tijdens het duel tussen Málaga en RCD Mallorca (1–1) trok de leidsman zesmaal de gele kaart en ook kreeg Málaga-speler Eliseu een directe rode kaart. In Europees verband debuteerde hij tijdens een wedstrijd tussen MFK Košice en Slovan Liberec in de voorronde van de UEFA Europa League; het eindigde in 0–1 en Gil Manzano trok viermaal een gele kaart. Zijn eerste interland floot hij op 18 november 2011, toen Frankrijk met 1–0 won van Zweden. Tijdens dit duel toonde Gil Manzano alleen de Zweedse verdediger Oscar Wendt de gele kaart.
In april 2024 werd hij gekozen als een van de scheidsrechters die actief zouden zijn op het EK 2024 in Duitsland. Op dit toernooi floot hij één groepswedstrijd.

## Interlands
| Datum             | Plaats                      | Wedstrijd                      | Uitslag | Competitie             | Kreeg geel | Kreeg voor de tweede keer geel en dus rood | Weggestuurd |
| ----------------- | --------------------------- | ------------------------------ | ------- | ---------------------- | ---------- | ------------------------------------------ | ----------- |
| 18 november 2014  | Marseille, Frankrijk        | Frankrijk – Zweden             | 1 – 0   | Vriendschappelijk      | 1          | 0                                          | 0           |
| 28 maart 2016     | Marbella, Spanje            | Faeröer – Liechtenstein        | 3 – 2   | Vriendschappelijk      | 5          | 0                                          | 0           |
| 11 oktober 2016   | Vilnius, Litouwen           | Litouwen – Malta               | 2 – 0   | WK 2018 kwalificatie   | 5          | 0                                          | 1           |
| 24 maart 2017     | Antalya, Turkije            | Turkije – Finland              | 2 – 0   | WK 2018 kwalificatie   | 6          | 0                                          | 0           |
| 9 juni 2017       | Moskou, Rusland             | Rusland – Chili                | 1 – 1   | Vriendschappelijk      | 3          | 0                                          | 0           |
| 6 oktober 2017    | Tbilisi, Georgië            | Georgië – Wales                | 0 – 1   | WK 2018 kwalificatie   | 1          | 0                                          | 0           |
| 23 maart 2018     | Amsterdam, Nederland        | Nederland – Engeland           | 0 – 1   | Vriendschappelijk      | 0          | 0                                          | 0           |
| 10 september 2018 | Solna, Zweden               | Zweden – Turkije               | 2 – 3   | Nations League 2018/19 | 0          | 0                                          | 0           |
| 15 november 2018  | Londen, Engeland            | Engeland – Verenigde Staten    | 3 – 0   | Vriendschappelijk      | 0          | 0                                          | 0           |
| 24 maart 2019     | Amsterdam, Nederland        | Nederland – Duitsland          | 2 – 3   | EK 2020 kwalificatie   | 1          | 0                                          | 0           |
| 7 september 2019  | Saint-Denis, Frankrijk      | Frankrijk – Albanië            | 4 – 1   | EK 2020 kwalificatie   | 2          | 0                                          | 0           |
| 15 oktober 2019   | Turku, Finland              | Finland – Armenië              | 3 – 0   | EK 2020 kwalificatie   | 3          | 0                                          | 0           |
| 17 november 2019  | Luxemburg, Luxemburg        | Luxemburg – Portugal           | 0 – 2   | EK 2020 kwalificatie   | 3          | 0                                          | 0           |
| 14 oktober 2020   | Londen, Engeland            | Engeland – Denemarken          | 0 – 1   | Nations League 2020/21 | 5          | 1                                          | 1           |
| 18 november 2020  | Cardiff, Wales              | Wales – Finland                | 3 – 1   | Nations League 2020/21 | 1          | 0                                          | 1           |
| 18 juni 2021      | Cuiabá, Brazilië            | Chili – Bolivia                | 1 – 0   | Copa América 2021      | 3          | 0                                          | 0           |
| 23 juni 2021      | Goiânia, Brazilië           | Ecuador – Peru                 | 2 – 2   | Copa América 2021      | 2          | 0                                          | 0           |
| 4 juli 2021       | Brasilia, Brazilië          | Uruguay – Colombia             | 0 – 0   | Copa América 2021      | 1          | 0                                          | 0           |
| 4 september 2021  | Eindhoven, Nederland        | Nederland – Montenegro         | 4 – 0   | WK 2022 kwalificatie   | 5          | 0                                          | 0           |
| 9 oktober 2021    | Helsinki, Finland           | Finland – Oekraïne             | 1 – 2   | WK 2022 kwalificatie   | 1          | 0                                          | 0           |
| 11 november 2021  | Dublin, Ierland             | Ierland – Portugal             | 0 – 0   | WK 2022 kwalificatie   | 5          | 1                                          | 0           |
| 25 maart 2022     | Andorra la Vella, Andorra   | Andorra – Saint Kitts en Nevis | 1 – 0   | Vriendschappelijk      | 2          | 0                                          | 0           |
| 5 juni 2022       | Belgrado, Servië            | Servië – Slovenië              | 4 – 1   | Nations League 2022/23 | 2          | 0                                          | 0           |
| 23 september 2022 | Milaan, Italië              | Italië – Engeland              | 1 – 0   | Nations League 2022/23 | 3          | 0                                          | 0           |
| 27 september 2022 | Sevilla, Spanje             | Paraguay – Marokko             | 0 – 0   | Vriendschappelijk      | 2          | 0                                          | 0           |
| 17 juni 2023      | Podgorica, Montenegro       | Montenegro – Hongarije         | 0 – 0   | EK 2024 kwalificatie   | 6          | 0                                          | 0           |
| 13 oktober 2023   | Wenen, Oostenrijk           | Oostenrijk – België            | 2 – 3   | EK 2024 kwalificatie   | 8          | 1                                          | 0           |
| 20 november 2023  | Leverkusen, Duitsland       | Oekraïne – Italië              | 0 – 0   | EK 2024 kwalificatie   | 2          | 0                                          | 0           |
| 23 maart 2024     | Décines-Charpieu, Frankrijk | Frankrijk – Duitsland          | 0 – 2   | Vriendschappelijk      | 3          | 0                                          | 0           |
| 17 juni 2024      | Düsseldorf, Duitsland       | Oostenrijk – Frankrijk         | 0 – 1   | EK 2024                | 7          | 0                                          | 0           |
| 16 november 2024  | Amsterdam, Nederland        | Nederland – Hongarije          | 4 – 0   | Nations League 2024/25 | 3          | 0                                          | 0           |
| 23 maart 2025     | Murcia, Spanje              | IJsland – Kosovo               | 1 – 3   | Nations League 2024/25 | 5          | 1                                          | 0           |
| 9 juni 2025       | Osijek, Kroatië             | Kroatië – Tsjechië             | 5 – 1   | WK 2026 kwalificatie   | 2          | 0                                          | 0           |

Laatst bijgewerkt op 27 maart 2025.